# Aéroport international Camilo Daza
Pour les articles homonymes, voir CUC.
L'Aéroport international Camilo Daza (code IATA : CUC • code OACI : SKCC) est un aéroport international situé dans la ville de Cúcuta, en Colombie. Il est nommé ainsi en l'honneur de l'aviateur colombien Camilo Daza Álvarez.

## Situation

### Carte des aéroports de Colombie
| \| 20 km1:4 119 000 \| Acandí Apartadó / Carepa Araracuara Arauca Armenia Bahía Solano Barrancabermeja Barranquilla / Soledad Bogota Bucaramanga · Lebrija Buenaventura Cali Carthagène · des Indes Corozal Cúcuta Florencia Guapi Ibagué Ipiales · Aldana La Chorrera La Pedrera Leticia Maicao Manizales Medellín Medellín O. H. Mitú Montería Neiva Nuquí Ocaña Pereira Popayán Providencia Puerto · Asís Puerto · Carreño Quibdó Riohacha San Andrés San José · del Guaviare San Juan · de Pasto San Vicente · del Caguán Santa Marta Saravena Tame Tumaco Valledupar Villavicencio Yopal |
| 20 km1:4 119 000 |

## Compagnies et destinations
| Compagnies      | Destinations                                                                                      |
| --------------- | ------------------------------------------------------------------------------------------------- |
| Avianca         | Barranquilla-E. Cortissoz, Bogota-El Dorado, Medellín-J. M. Córdova                               |
| Avianca Express | Bucaramanga-Palonegro                                                                             |
| Clic            | Arauca-Santiago Pérez Quiroz, Bucaramanga-Palonegro, Carthagène-R. Núñez, Medellín-O Herrera (en) |
| Copa Airlines   | Panama-Tocumen                                                                                    |
| JetSmart Perú   | Lima-J. Chávez                                                                                    |
| LATAM Colombia  | Bogota-El Dorado                                                                                  |
| SATENA          | Bucaramanga-Palonegro                                                                             |

Édité le 08/04/2018  Actualisé le 18/12/2023

## Statistiques
Pour des raisons techniques, il est temporairement impossible d'afficher le graphique qui aurait dû être présenté ici.

Voir la requête brute et les sources sur Wikidata.